# Fresnois-la-Montagne
Fresnois-la-Montagne è un comune francese di 423 abitanti situato nel dipartimento della Meurthe e Mosella nella regione del Grand Est.

## Società

### Evoluzione demografica
Abitanti censiti